# Табор, Гарри Цви
Гарри Цви Табор (англ. Harry Zvi Tabor; 7 марта 1917, Лондон — 15 декабря 2015) — израильский физик. Известен как отец солнечной энергетики в Израиле.

## Биография
Родился в Лондоне в семье Чарльза и Ребекки Таборов. В 1947 году женился на Вивьен Ландау. Получил степень бакалавра в области физики в Лондонском университете и Еврейском университете в Иерусалиме. Умер в Иерусалиме 15 декабря 2015 года в возрасте 98 лет.

## Карьера
В 1949 году премьер Давид Бен-Гурион направил письмо в Англию с предложением работы заведующим отделом «Физика и техника» в научно-исследовательского совете Израиля, которые Табор принял. Его первой задачей было вывести Национальную физическую лабораторию Израиля на высокий международный уровень.
После того, как лаборатория была создана, он сосредоточился на исследовании солнечной энергии. Он сыграл важную роль в развитии солнечных водонагревателей, которые сейчас работают в домах 95 % израильских семей. Эти простые водонагреватели работают без насосов, в результате чего холодная вода нагревается на панели, выступающей в качестве термосифона. Это устройство стало стандартом для солнечного нагрева воды во всем мире, и способствовало популяризации солнечной тепловой технологии в Соединённых Штатах в 1970-х годах, где Табор читал лекции и выступал в качестве консультанта по солнечной энергии.

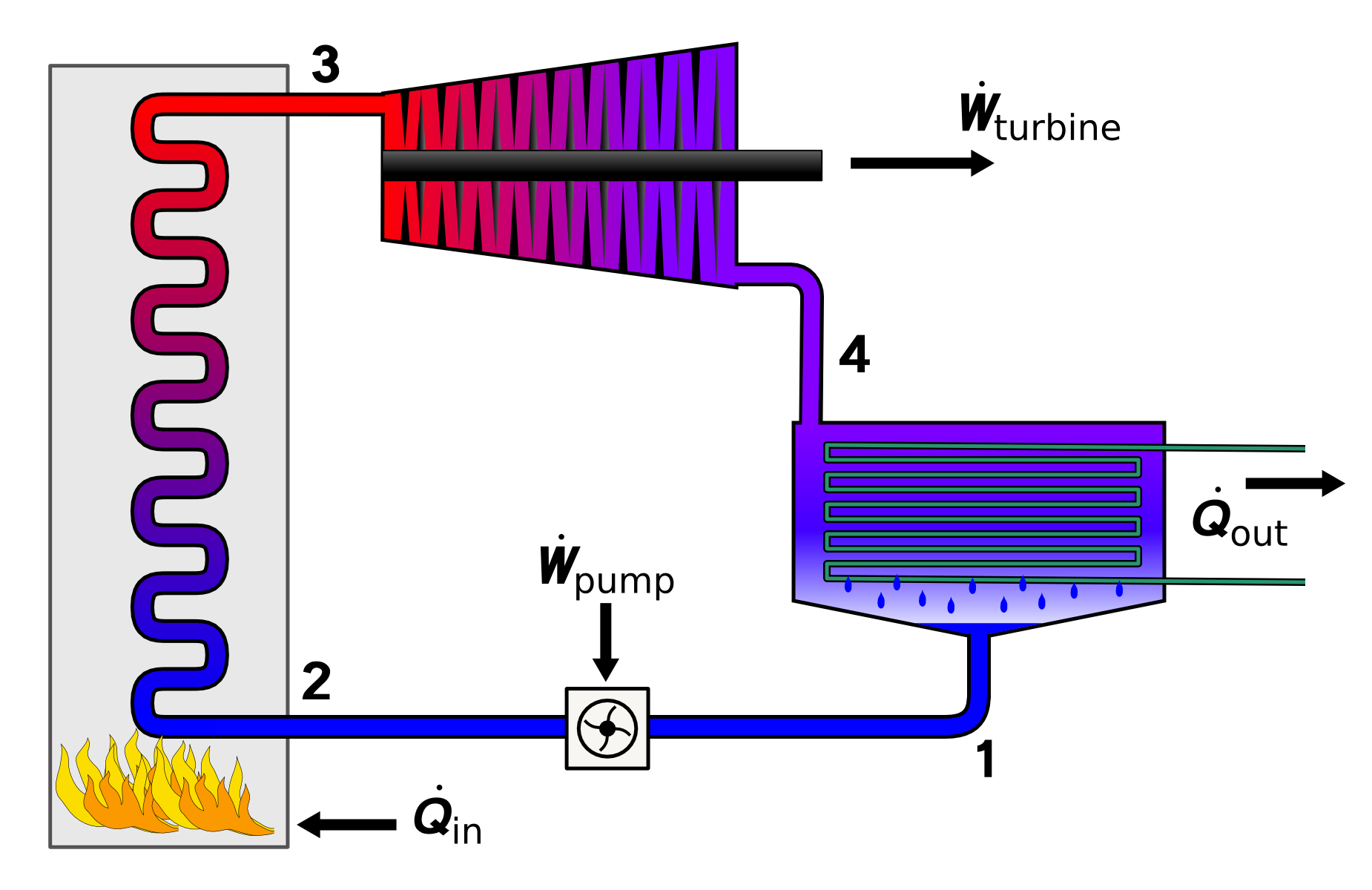
Цикл Ренкина

В 1992 году был награждён почётной степенью Института Вейцмана. Табор экспериментировал с различными покрытиями для снижения поглощения солнечной энергии, в результате чего была разработана поверхность «чёрный хром».
Работал с Институтом стандартов Израиля, где разрабатывал методы испытания и формы официальной сертификации солнечных батарей. В сотрудничестве с французским эмигрантом Люсьеном Броники разработали небольшое направлении в использовании солнечной энергии на основе органического цикла Ренкина для развивающихся стран.

## Награды и звания
- 1955 — Премия Вейцмана за исследования в области точных наук
- 1975 — премия в области энергии Лондонского королевского общества
- 1979 — премия Солнечного Зала Славы[6]
- 1981 — премии Международного энергетического общества солнечной энергии
- 1981 — премия Круппа в области энергетики
- 1994 — международная премия в области пассивных источников энергии
- 1995 — премия Израиля
- 2014 — Президентская медаль (Израиль)